# Шюхлин, Ганс
Ганс Шюхлин (нем. Hans Schüchlin; род. ок. 1430 г. Ульм; † 1505 г. Ульм) — немецкий художник эпохи Позднего Средневековья, живший и работавший в городе Ульм.

## Биография
Впервые имя Ганса Шюхлина упоминается в актах города Ульм в 1468 году. Выходец из простой семьи. Предположительно, был сыном осевшего в Ульме плотника, уроженца Северной Германии. Также принято считать, что в начале 1460-х годов Шюхлин обучался живописи под руководством Ганса Плейденвурфа в Нюрнберге. Там же он женится на сестре художника Альбрехта Ребмана. Художественная мастерская Шюхлина в конце XV века в Ульме считалась лучшей и процветала. В то же время сохранилась до наших дней лишь одна законченная работа Г.Шюхлина в Ульме, заверенная его личной сигнатурой — алтарь св. Марии Магдалины (Тифенброннский, Tiefenbronner Hochaltar). Г.Шюхлин сделал также головокружительную социальную карьеру в своём городе, от помощника в госпитале и соборного служки до члена городского совета Ульма в 1496—1497 годах и цехового мастера, одного из руководителей гильдии живописцев св. Луки Ульма. Крупнейший из современных ему художников Ульма, Бартоломеус Цайтблом, был его зятем. Прослеживается в передаче художественной техники, при нанесении рисунка и красок определённая традиция и преемственность, характерная для Ульмской школы, от «мастера алтаря в Штерциге». через работы Ганса Шлютера и вплоть до Бартоломеуса Цайтблома.
Сложности с идентификацией работ, принадлежавших исполнению собственно Г.Шюхлину связаны с тем, что в связи со своей загруженностью на различных политических постах он часть своих. начатых произведений передавал для завершения в своей мастерской подмастерьям, ученикам и другим работникам, в частности зятю, Б. Цайтблому. Многиме картины, относящиеся к Ульмской художественной школе, но не идентифицированные по своему происхождению, вышли из мастерской Шюхлина. В работах Шюхлина отчётливо различимы влияния таких выдающихся живописцев, как «Мастер из Штерцинга» (в расположении статично спокойных, стоящих на плоскости относительно друг друга фигур), или алтарную композицию Ганса Плейденвурфа из Франконии (его алтарь св. Михаила, ныне в мюнхенской Старой пинакотеке. Среди произведений, признанных собственно работами Ганса Шюхлина, кроме Тифенброннского алтаря с четырьмя картинами «Радостей Марии» (1469 год), следует назвать также «Семейный портрет» (1479 год), «Несение и укрепление креста» (1480 год, ныне в Кобурге), «Св. Барбара» (ныне в пражской Национальной галерее). Предположительно также, что кисти Шюхлина принадлежит большое настенное изображение Страшного суда на триумфальной аркаде Ульмского собора (1471 года). Также заказ на законченный его зятем Б. Цайтбломом в 1493—1494 годах центральный «Блаубойренский» монастырский алтарь был получен первоначально Г.Шюхлиным, он же наметил основные сюжетные линии и манеру изображения.